# Aspalathos

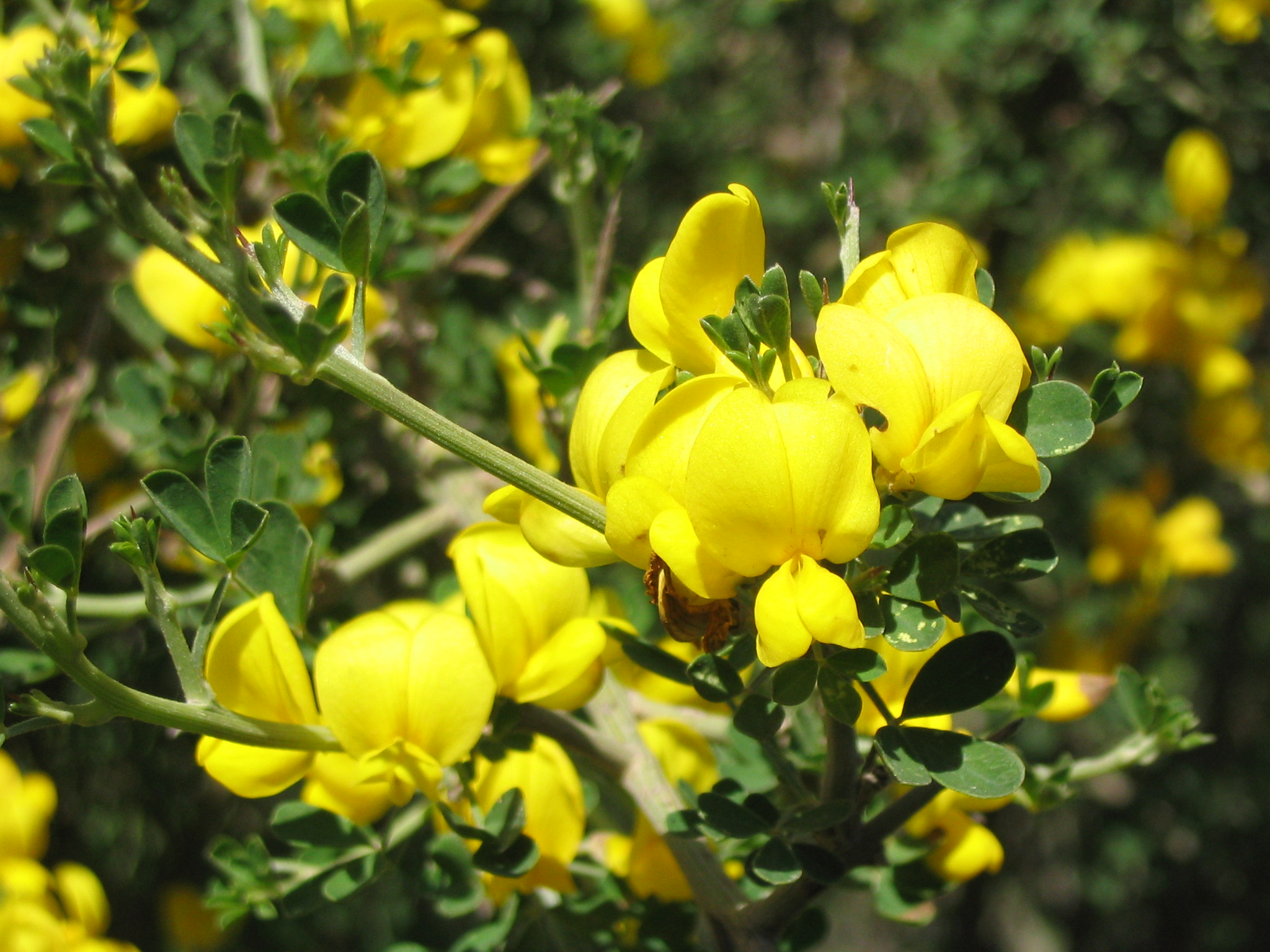
Calycotome villosa

Aspalathos (Oudgrieks: ασπάλαθος) is een ingrediënt dat in de oudheid verwerkt werd in parfums. 
Plinius de Oudere spreekt over een doornige struik, ter grootte van een kleine boom. De struik heeft witte bloemen die lijken op een roos. De rode wortel van deze struik, met een zoete geur, die lijkt op castoreum, werd verwerkt in parfums en zalven. Het werd verkocht tegen een tarief van vijf denarie per pond.
Het is onduidelijk om welke plantensoort het gaat. Verschillende suggesties gaan op, zoals de planten Calycotome villosa of Alhagi maurorum of een struik uit het geslacht Convolvulus of Cytisus.